# Eternal snow
『eternal snow』（エターナル ・スノー）は、日本のR&BグループSkoop On Somebodyがリリースした通算11枚目（Skoop On Somebodyとしては3枚目）のシングル。

## 概要
初登場は60位とやや低めだが、ロングヒットになった。
『CDTV』では、2001年2月3日に100位以内に返り咲き（5週ぶり）、2月10日に最高順位を出した。
キャッチコピーは、｢男性R&Bヴォーカル・グループの最高峰。Skoop On Somebodyが送る今世紀最後のWINTER SONGの真打ち登場!｣
ジャケットは初めてTAKEのみの出演となった。
ミュージック・ビデオには親友である椎名桔平が出演。
カップリングではTAKEが敬愛するDonny Hathawayの「this Christmas」をカバー。

## 収録曲
1. eternal snow
  - 作詞：松原憲・S.O.S.　作曲・編曲：松原憲
2. this Christmas
  - 作詞・作曲:Donny Hathaway, Nadine McKinnor　編曲：S.O.S.
3. 線香花火 〜Acoustic version〜
  - 作詞・作曲・編曲：S.O.S.
4. eternal snow 〜instrumental〜